# 吴业正
吴业正（1937年—2023年1月16日），男，浙江绍兴人，中国低温工程专家，曾任西安交通大学教授、博士生导师。